# Cezary Nowak
Cezary Tomasz Nowak (ur. 21 grudnia 1957 w Warszawie) – polski aktor teatralny, telewizyjny i dubbingowy; reżyser dubbingu. Ojciec czterech synów, w tym reżysera Mikołaja Szczęsnego.

## Teatr
- 1980–1983: Teatr Dramatyczny w Słupsku
- 1983–1987: Teatr Studyjny’83 im. Juliana Tuwima w Łodzi
- 1987–1989: Teatr Nowy w Łodzi
- 1989–1991: Teatr Rozmaitości w Warszawie
- 1991–1992: Teatr na Woli
- 1993–1994: Teatr Powszechny im. Jana Kochanowskiego w Radomiu
- 1994–1996: Teatr na Woli
- 1997: Teatr Adekwatny w Warszawie
- 2000: Teatr na Woli
- 2003: Teatr Adekwatny w Warszawie

Źródło: Filmpolski.pl.

## Filmografia

### Filmy i seriale
- 1987: Ucieczka z miejsc ukochanych – Teofil Kunefał, brat dziadka Jasia (odc. 1, 5 i 8)
- 1988: Desperacja – Adam Asnyk
- 1993: Pora na czarownice – kierowca
- 1995: Awantura o Basię
- 1996: Awantura o Basię (odc. 3-5 i 9)
- 1996: Ekstradycja 2 (odc. 6)
- 1997: Wojenna narzeczona − lekarz Staszek (odc. 1 i 2)
- 1997: Boża podszewka – żołnierz w sądzie  (odc. 10)
- 2013: Komisarz Alex – terapeuta Tomasz Sendecki (odc. 29)
- 2018: Korona królów – legat papieski (odc. 73-75 i 80)
- 2020: Na dobre i na złe – pacjent (odc. 792)
- 2022: Na sygnale – Zbyszek (odc. 361)
- 2022: Ojciec Mateusz – Chemik (odc. 347)
- 2023: Emigracja XD[2] - Lord (odc. 6)
- 2024: Divorce(inne języki) (pol. Rozwodnicy) - Ojciec Giuseppe
- 2024: Simona Kossak(inne języki) - Profesor na egzaminie magisterskim
- 2024: Nieobliczalna - Jubiler

### Polski dubbing
- 2012: Królewna Śnieżka
- 2012: Risen 2: Dark Waters
- 2011: Wiedźmin 2: Zabójcy królów – Krwawy Rolfe
- 2011: Test Drive Unlimited 2 – główny bohater
- 2011: Uncharted 3: Oszustwo Drake’a – Ramzes
- 2011: Kot w butach
- 2011: Will i Dewitt – but z rycerzem
- 2011: The Elder Scrolls V: Skyrim – Peryite
- 2011: G.I. Joe: Renegaci – Ojciec Mitchella
- 2011: Dinopociąg – Gienek Euoplocefal
- 2011: Przygody Tintina
- 2011: Smerfy
- 2011: Rango
- 2011: Możemy wygrać
- 2011: Dyl Sowizdrzał
- 2011: Sezon na misia 3 – Ringmaster
- 2011: Ben 10: Ultimate Alien – Adwaita
- 2011: Gormiti
- 2010: Planeta Sheena – Nesmith
- 2010: Safari 3D
- 2010: Biała i Strzała podbijają kosmos
- 2010: Shrek Forever
- 2010: Pieskie życie – pan Dudley
- 2009: Dragon Age: Początek
- 2009: Góra Czarownic
- 2008: Assassin’s Creed – Ryszard Lwie Serce
- 2008: Batman: Odważni i bezwzględni – Lis
- 2007: W pułapce czasu – Pan Albert / Garp
- 2007: Ben 10: Wyścig z czasem
- 2007: Mroczne przygody Klanu na drzewie – Harold – Tata Billy’ego
- 2006: Krowy na wypasie
- 2006: Za linią wroga II: Oś zła – bosman sztabowy Neil T. „Spaz” Callaghan
- 2006: Nowa szkoła króla – Purutu
- 2006: Gothic III – Nefarius
- 2006: Dżungla – Scab
- 2006: Kudłaty i Scooby Doo na tropie
- 2006: Karol do kwadratu – Barney Porażka
- 2006: Scooby Doo!: Ahoj piraci!
- 2006: Wiewiórek – Bob, ojciec Antka
- 2005–2006: Maggie Brzęczymucha – Policjant #2
- 2005: King Kong: Władca Atlantydy
- 2005: Garbi: super bryka – ojciec Maggie Payton
- 2005–2008: Ben 10 –
  - Obozowicz (odc. 1),
  - Szary Diament (odc. 24)
- 2005: Podwójne życie Jagody Lee
- 2005: Batman kontra Drakula
- 2004: Legenda telewizji
- 2004: Wygraj randkę
- 2004–2008: Batman
- 2004–2006: Liga Sprawiedliwych bez granic –
  - Devil Ray,
  - Atomic Skull
- 2003–2005: Młodzi Tytani – Wodnik
- 2003–2005: Kaczor Dodgers
- 2003: Opowieść o Zbawicielu – Andrzej
- 2003: Księga dżungli 2
- 2003: Looney Tunes znowu w akcji
- 2003: Xiaolin – pojedynek mistrzów –
  - Dashi,
  - Pomocnik Pandabubby w czarnym ubraniu,
  - Ojciec Kimiko
- 2002–2005: Co nowego u Scooby’ego?
- 2001–2004: Samuraj Jack
- 2001–2002: Power Rangers Time Force –
  - kapitan Logan,
  - Eric Myers
- 2001: Scooby Doo i cyberpościg
- 2001: W Pustyni i w Puszczy – Gwary
- 2001–2007: Mroczne przygody Billy’ego i Mandy –
  - Tata Billy’ego – Harold (od serii II),
  - Policjant (odc. Kaczka)
- 2001–2003: Zło w potrawce – Wujek Bob (odc. Wszyscy kochają Wujka Boba)
- 1999: Asterix i Obelix kontra Cezar – Tragikomix
- 1999–2001: Batman przyszłości
- 1998: Teknoman – Lanca
- 1998: Eerie, Indiana: Inny wymiar – Edward Taylor (odc. 1-7, 9-10, 13-15)
- 1997: Księżniczka Sissi
- 1996–1997: Incredible Hulk – różne głosy, m.in. Homer – komputer Tony’ego Starka (odc. 4)
- 1991–1992: Eerie, Indiana, czyli Dziwne Miasteczko –
  - Dorośli Bracia Wilsonowie – Bertram i Ernest,
  - Burmistrz
- 1991–1993: Powrót do przyszłości
- 1990: Pinokio
- 1990: Bernard i Bianka w krainie kangurów – Kangur
- 1985–1986: 13 demonów Scooby Doo
- 1983: Dookoła świata z Willym Foggiem
- 1978: Był sobie człowiek
- 1960–1966: Flintstonowie

### Reżyser dubbingu
- 2009: EyePet
- 2009: Uncharted 2: Among Thieves